# Adasa Cookey
Adasa Cookey (nacido Adasa Rawlinson Cookeygam) es un director de vídeos musicales, director de fotografía, director comercial, colorista y cineasta nacido en Nigeria.    Trabaja y dirige para Squareball Media Productions Limited, donde también es el director ejecutivo de la empresa. 

## Primeros años de vida
Nació el 21 de octubre de 1981 en Port Harcourt, estado de Rivers, Nigeria. Pasó su primera infancia en Port Harcourt, donde asistió a la escuela secundaria en Bereton College y Federal Government College. Posteriormente, procedió a estudiar en la Universidad Estatal de Ciencia y Tecnología de Rivers y obtuvo una Licenciatura en Tecnología en Arquitectura. 

## Carrera
Adasa dejó su trabajo de representante de atención al cliente en 2010 para cambiar su pasión por la edición de video y directamente. Ha dirigido los videos musicales de artistas musicales como Davido, Burna Boy, Simi, Adekunle Gold, D'Prince y Don Jazzy.   

## Videografía seleccionada
- Burna Boy – Like To Party (2013) [9]
- D'Prince – Goody Bag (2013)
- Ketchup- Show Me Yuh Rozay (2013)
- Mavins All Stars - Adaobi  (2014) [10]
- DJ Xclusive ft Davido  – Wo Le  (2015)
- Adekunle Gold - Sade (2015) [11]
- Adekunle Gold - Ready  (2016)
- Ric Hassani -Only You (2017)
- Orezi-Cooking Pot (2017) [12]
- Idahams-Toast (2017)
- Simi – Selense (2019) [13]
- Simi – Ayo (2019)
- Simi – Duduke  (2020) [14]
- Simi ft Patoranking – Jericho (2019) [15]
- Bebe Cool ft Rudeboy -  Feeling (2020)
- Runtown ft. Bella Shmurda, Darkovibes – Body Riddim (Video) (2020) [16]
- Simi ft. Adekunle Gold – By You  (2019)
- Praiz – Madu (2020)
- Niniola – Addicted  (2020)
- Wande Coal ft. Wale – Again (Remix)  (2020)
- Wande Coal – Again (2020)
- Idahams-Billion Dollar (2019)
- Idahams-Ada (2020)
- Idahams-Enter My Eye (2020)
- Stonebwoy ft. Zlatan- Critical (2021) [17]

## Premios y nominaciones
| Year | Project                            | Ceremony                      | Category                              | Result   |
| ---- | ---------------------------------- | ----------------------------- | ------------------------------------- | -------- |
| 2016 | "himself"                          | City People Entertainment     | Best Music Video Director of the Year | Nominado |
| 2020 | Simi ft Patoranking "Jericho"      | Soundcity MVP Awards Festival | Video of the Year                     | Ganador  |
| 2020 | "Himself"                          | GALAXY AWARDS                 | Video Director of the Year            | Ganador  |
| 2019 | Simi ft Patoranking "Jericho"      | AFRIMA Award                  | Best African Video                    | Nominado |
| 2017 | Orezi, "Cooking Pot"               | AFRIMA Award                  | Best African Video of the Year        | Ganador  |
| 2016 | Adekunle Gold , "Pick Up the Call" | Nigeria Music Video Awards    | Best Cinematography                   | Ganador  |
| 2016 | Ranti ,"Iwe Ki Ko"                 | Nigeria Music Video Awards    | Best Editor                           | Nominado |
| 2016 | Ranti ,"Iwe Ki Ko"                 | Nigeria Music Video Awards    | Best Director                         | Nominado |